# Österreichische Badmintonmeisterschaft 2006
Die Österreichische Badmintonmeisterschaft 2006 fand vom 3. bis zum 5. Februar 2006 in Traun im Sportzentrum Traun statt. Ausrichter war der Askö Traun. Es war die 49. Auflage der Meisterschaften.

## Austragungsort
- Traun, Sportzentrum Traun, Am Nordsaum 160

## Finalergebnisse
| Disziplin    | Sieger                         | Finalist                           | Ergebnis       |
| ------------ | ------------------------------ | ---------------------------------- | -------------- |
| Herreneinzel | Peter Zauner                   | Jürgen Koch                        | 15:9 15:3      |
| Dameneinzel  | Simone Prutsch                 | Sabine Franz                       | 4:11 11:2 11:5 |
| Herrendoppel | Harald Koch Peter Zauner       | Michael Lahnsteiner Michael Trojan | 15:13 15:8     |
| Damendoppel  | Simone Prutsch Sabine Franz    | Tina Riedl Miriam Gruber           | 15:1 15:11     |
| Mixed        | Michael Lahnsteiner Tina Riedl | Heimo Götschl Claudia Mayer        | 15:4 15:6      |